# Jorge Maluly Netto
Jorge Maluly Netto (Fartura, 28 de janeiro de 1931 — Araçatuba, 22 de maio de 2012) foi um médico, empresário, fazendeiro e político brasileiro. Ex-proprietário da emissora afiliada do Sistema Brasileiro de Televisão TVI (atual TH+ SBT Interior),  sendo o político do Brasil com o maior número de mandatos consecutivos, 12 no total, até então.

## Biografia
Em 1951 iniciou vida acadêmica na então Universidade do Brasil, hoje Universidade Federal do Rio de Janeiro sendo militante estudantil. Formou se em 1956 e depois de um ano já atuava como médico em Mirandópolis.
Foi prefeito de Mirandópolis (1964-1966), deputado estadual (1967-1979) deputado federal (1979-2000) e foi prefeito de Araçatuba de 2001 até setembro de 2008.
Foi filiado ao PSD, com o AI-2 em 1965 foi para a ARENA, com o fim do bipartidarismo em 1979 foi para o PDS e desde 1985 fez parte do PFL, sendo um dos seus fundadores, atual DEM.
Em 2007 a jornalista Roselana Tolentino publicou uma biografia do político com o nome de Maluly Netto, por excelência.
Em março de 2010 descobriu um câncer no pâncreas e foi encaminhado para a cirurgia no Hospital Sírio Libanês. Após 23 dias de internação recebeu alta hospitalar.Ainda sofreu de câncer no osso do braço aos 21 anos de idade e na próstata em 1982.
Na tarde de 22 de maio de 2012, Maluly perde a batalha para o câncer e acaba falecendo. Seu corpo foi enterrado na cidade de Araçatuba no Memorial Laluce, no dia seguinte de seu falecimento.
Enquanto deputado federal, esteve ausente na votação da Emenda Constitucional Dante de Oliveira em 1984. Foi contra o movimento das Diretas Já.
Há políticos consistentes, sólidos, duradouros como boa peroba, e há aqueles oportunistas, passageiros, fugazes como ventania. Jorge Maluly está entre os primeiros— Fernando Henrique Cardoso em Maluly Netto – Por Excelência

## Fatos polêmicos
Em 7 de setembro de 2008, o Supremo Tribunal Federal mandou executar a cassação dos direitos políticos do prefeito por 5 anos, pelas acusações de improbidade administrativa, por ter depositado dinheiro público no Banco Interior, liquidado posteriormente pelo Banco Central.Na tarde do dia 5 de setembro de 2008, a posse da prefeitura da cidade de Araçatuba foi passada à vice-prefeita e pecuarista Marilene Magri Marques do PSDB.Maluly afirma que a questão, conhecida como Caso Banco Interior, foi um erro dele e sua equipe, sem ter tido má fé.
Em 2010, Maluly foi multado em R$ 100 mil pela Polícia Militar Ambiental, por poluição de manancial, assoreamento e destruição da mata ciliar em sua propriedade.